# Слънчеви пера
„Слънчеви пера“ е български телевизионен игрален филм (детски,  криминален) от 1981 година на режисьора Пламен Масларов по сценарий на Максим Асенов. Оператор е Константин Занков. Музиката във филма е на композитора Стефан Димитров.

## Сюжет
Малко момче гостува на вуйчо си, който е скулптор. Вечерта той започва да му чете приказка за слънцето и обещава да го събуди, за да посрещнат изгрева. През нощта момчето продължава приказката в съня си, като героите й са негови познати от реалния живот...Там Слънцето е откраднато от зъл магьосник и само неговата птица със слънчеви пера може да възвърне светлината. Земите, в които властва магьосникът, са далечни и страшен звяр охранява вълшебната птица. Царят решава да изпрати своя болярин да я вземе. Уплашен, боляринът прехвърля задачата на стотника, а той - на кмета. Ужасеният кмет вика селския пъдар и му заповядва да изпълни царската повеля. Преживял много приключения и преодолял различни опасности, пъдарят - който всъщност е чичото на момчето, успява да стигне до Царството на магьосника. С помощта на племенника си го побеждава и спасява пленената Слънчева птица. Когато се завръща в царството си, кметът му отнема птицата. Воден от алчността си, той отскубва две от златните пера. Боляринът на свой ред взема птицата, а войводата я изтръгва от него. И двамата скубят от слънчевите пера и птицата достига до царя съвсем оголяла. Той решава, че без перата си тя вече няма стойност и заповядва на готвача си да я опече... В този миг момчето се събужда. Двамата с вуйчото измислят щастлив край на приказката и отиват да посрещнат изгрева.

## Актьорски състав
| Роля                | Изпълнител       |
| ------------------- | ---------------- |
| вуйчото скулптор    | Димитър Алексиев |
| момчето             | Иван Дамасков    |
| царицата            | Боряна Пунчева   |
| царят               | Антон Радичев    |
|                     | Сергей Борисов   |
| кмета               | Георги Мамалев   |
| жената на кмета     | Румяна Рунева    |
| касиера в лунапарка | Иван Петрушинов  |
|                     | Янчо Янев        |
|                     | Красимир Кацаров |